# Saint-Martin-de-la-Brasque
Saint-Martin-de-la-Brasque ist eine französische Gemeinde mit 811 Einwohnern (Stand 1. Januar 2022) im Département Vaucluse in der Region Provence-Alpes-Côte d’Azur. Sie gehört zum Arrondissement Apt und ist Mitglied im Gemeindeverband Communauté Territoriale Sud-Luberon. Die Bewohner werden Saint-Martinasques genannt.

## Geographie
Saint-Martin-de-la-Brasque liegt in der Provence im Südosten des Départements Vaucluse etwa 16,5 Kilometer südöstlich von Apt und etwa 27,5 Kilometer nordnordöstlich von Aix-en-Provence.
Nördlich der Gemeinde erhebt sich das Gebirge des Grand Luberon mit dem Luberon-Regionalpark, zu dem das Gemeindegebiet gehört. Es wird westlich und östlich von den Bächen Ourgouse und Ravin des Grandes Combes begrenzt, die zusammen bei La Tour-d’Aigues in die Èze münden.
Umgeben wird Saint-Martin-de-la-Brasque von den vier Nachbargemeinden:
|                   |                                             | Peypin-d’Aigues |
| La Motte-d’Aigues | Kompassrose, die auf Nachbargemeinden zeigt | Grambois        |
|                   | La Tour-d’Aigues                            |                 |

## Geschichte
Der Ortsname leitet sich von einer heute verschwundenen ersten Kirche ab, die 1092 zum ersten Mal unter dem Namen Et ecclesiam Sancti martini de labrasca erwähnt wurde.
Der ursprüngliche Siedlungsplatz befand sich auf dem Eichenhügel von Le Castelas und wurde im 15. Jahrhundert aufgegeben. Archäologen konnten die Überreste einer auf einem Felsen errichteten mittelalterlichen Motte und eines im 16. Jahrhundert abgebrannten Schlosses bergen. Der Wiederaufbau des Dorfes erfolgte in der Nähe auf ebenem Gelände. Wie im benachbarten Ort La Motte-d’Aigues wurden durch einen Erlass aus dem Jahr 1506 mehrere Familien aus den umliegenden Dörfern angesiedelt, wobei jede ein Grundstück derselben Größe zugeteilt bekam. Das Dorf erhielt dabei einen, was für die Region recht einmalig ist, rechtwinkligen Grundriss, der sich bis in heutige Zeit erhalten hat.

### Bevölkerungsentwicklung
| Jahr      | 1962 | 1968 | 1975 | 1982 | 1990 | 1999 | 2006 | 2018 |
| --------- | ---- | ---- | ---- | ---- | ---- | ---- | ---- | ---- |
| Einwohner | 256  | 247  | 255  | 377  | 517  | 656  | 718  | 832  |

## Sehenswürdigkeiten
- Prähistorische und antike Ruinen
- Merowingische Gräber
- Ruinen des mittelalterlichen Schlosses
- Wandbrunnen mit Maskaron
- Ehemaliger Lavoir
- Bei Langesse: Taubentürme und Ölmühle, Brunnen von 1843 und Wasserbecken (seit 1992 als Monument historique eingeschrieben)
- Pfarrkirche Saint-Martin-et-Saint-Blaise, erbaut zwischen 1626 und 1629 als Ersatz der alten, abgerissenen Kirche, die zu weit entfernt war, Bau des angrenzenden Presbyteriums im Jahr 1656, Bau der Sakristei im Jahr 1874 und des Glockenturms im Jahr 1881

## Wappen
| Wappen von Saint-Martin-de-la-Brasque | Blasonierung: « Coupé d'azur et d'argent, à Saint Martin sur son cheval coupant son manteau pour en donner une moitié à un pauvre assis entre les jambes du cheval et tendant la dextre, le tout brochant de l'un en l'autre » (deutsch: „Geteilt in Azurblau und Silber, mit Saint Martin auf dem Pferd sitzend und seinen Mantel schneidend, um eine Hälfte einem Armen zu geben, der zwischen den Beinen des Pferdes sitzt und seine rechte Hand ausstreckt, Vorder- und Hintergrundfarbe sind auf beiden Wappenhälften vertauscht.“) |
| Wappen von Saint-Martin-de-la-Brasque | Das Wappen wurde vom Heraldiker Félix Arnaud de Pertuis entworfen. |